# Vigyázz a madárra
Vigyázz a madárra è il terzo singolo estratto dal secondo album di studio della cantante pop-rock ungherese Magdolna Rúzsa.

## Classifiche
| Classifica (2007) | Posizione massima |
| ----------------- | ----------------- |
| Ungheria          | 9                 |